# Thích Trí Quang
'Thích Trí Quang, né le 21 décembre 1923 et décédé le 8 novembre 2019 est un moine bouddhiste mahayana du Viêt Nam. Il a participé au mouvement contestataire bouddhique contre le gouvernement du Viêt Nam du Sud de Ngô Đình Diệm, catholique, proche des États-Unis et opposé au bouddhisme. Ce dernier se fait assassiner dans un coup d'État organisé par les États-Unis et supporté par l'armée. Ce soulèvement a été utilisé à la fois dans la propagande des États-Unis, dont Ngô Đình Diệm prenait de la distance, et par le Viêt Nam du Nord.